# Médina Yoro Foulah (Département)

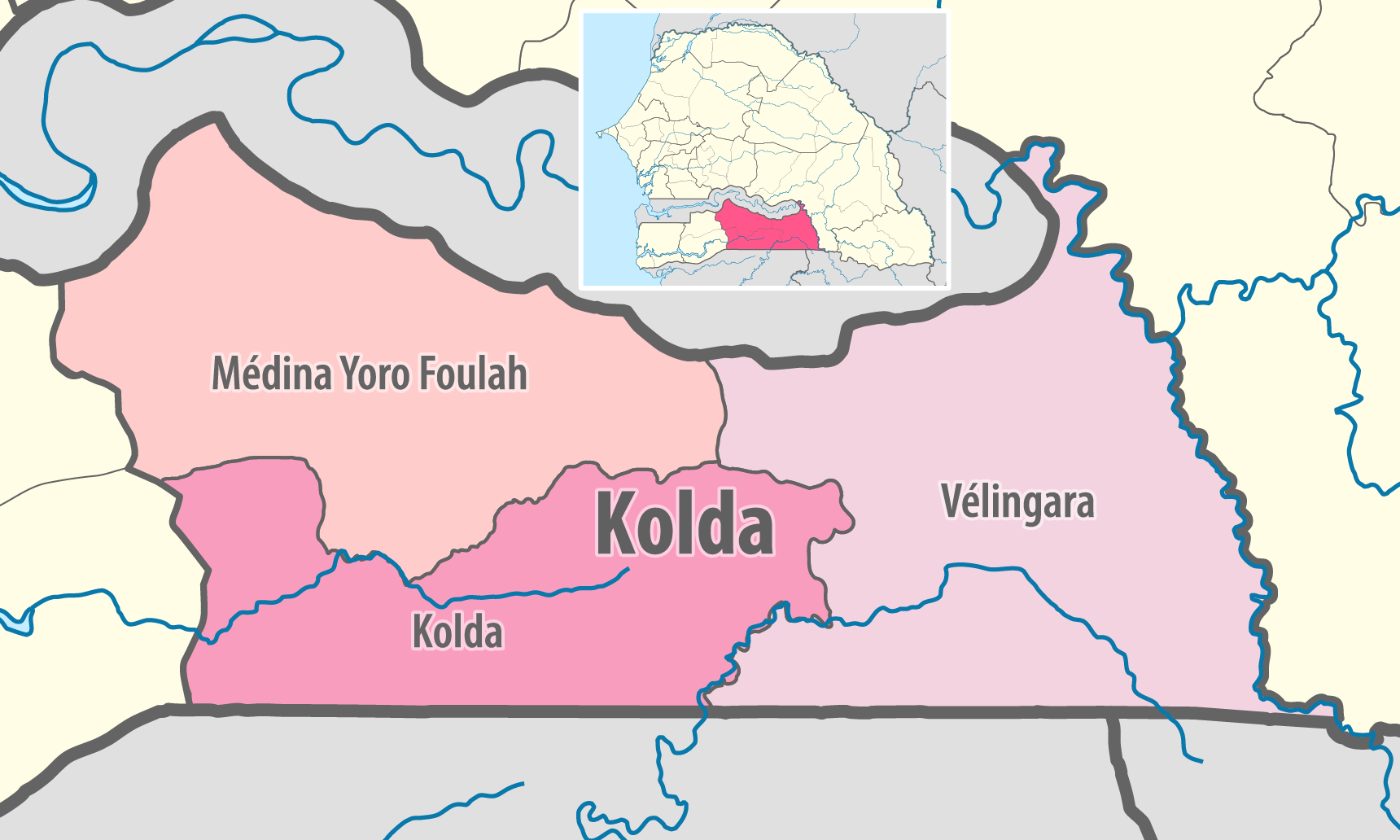
Département Médina Yoro Foulah in der Region Kolda

Das Département Médina Yoro Foulah mit der Hauptstadt Médina Yoro Foulah ist eines von 45 Départements, in die der Senegal, und eines von drei Départements, in die die Region Kolda gegliedert ist. Es liegt im südlichen Senegal und ist im Osten der Casamance nördlich des oberen Casamance-Flusses und an der Grenze zu Gambia zu finden.
Das Département hat eine Fläche von 4687 km² und gliedert sich wie folgt in Arrondissements, Kommunen (Communes) und Landgemeinden (Communautés rurales):
| Commune / Arrondissement | Communauté rurale  | Einwohner 2013 |
| Médina Yoro Foulah       | —                  | 3 000          |
| Pata                     | —                  | 3 118          |
| Fafacourou               | Fafacourou         | 7 068          |
| Fafacourou               | Badion             | 12 584         |
| Ndorna                   | Ndorna             | 12 231         |
| Ndorna                   | Bignarabé          | 6 774          |
| Ndorna                   | Bourouco           | 25 242         |
| Ndorna                   | Koulinto           | 6 859          |
| Niaming                  | Dinguiraye (Kolda) | 14 665         |
| Niaming                  | Kéréwane           | 32 803         |
| Niaming                  | Niaming            | 13 740         |
| Département              | —                  | 138 084        |